# N'ssi N'ssi (singolo)
N'ssi N'ssi è un singolo del cantante algerino Khaled, pubblicato nel 1994 come terzo estratto dall'album omonimo.

## Descrizione
Il brano, realizzato insieme a Kada Mustapha, oltre alla tipica sonorità tradizionale algerina, in alcuni punti presenta sonorità ispirate al rock, uno fra tutti gli assoli di chitarra ripetuti due volte durante la canzone.